# Sijme van Jaarsveld
Sijme van Jaarsveld (* 12. Juni 1986) ist ein niederländischer Volleyballspieler.

## Karriere
Van Jaarsveld spielte in der niederländischen Junioren-Nationalmannschaft und wurde einmal Vize-Europameister. 2010 wechselte der Mittelblocker, dessen jüngerer Bruder Jelle bereits nationaler Meister war, zum deutschen Bundesligisten RWE Volleys Bottrop. Dort traf er seinen ehemaligen Trainer Teun Buijs wieder. 2012 ging er wegen einer Verletzung zurück in sein Heimatland zu Orion Doetinchem.